# Puruskarit
Puruskarit är öar i Finland. De ligger i Finska viken och i kommunerna Kotka och Fredrikshamn i landskapet Kymmenedalen, i den södra delen av landet. Öarna ligger omkring 10 kilometer öster om Kotka och omkring 120 kilometer öster om Helsingfors.
Arean för den av öarna koordinaterna pekar på är 3,4 hektar och dess största längd är 330 meter i nord-sydlig riktning. Närmaste större samhälle är Kotka, 11,6 km väster om Puruskarit.